# Datungia
Datungia is een geslacht van vlinders van de familie uilen (Noctuidae), uit de onderfamilie Hadeninae.

## Soorten
- D. argillosa Boursin, 1940
- D. boursini Rungs, 1967